# Ordfront Magasin
Ordfront Magasin är en vänsterorienterad kulturtidskrift, som ges ut av föreningen Ordfront sex gånger per år och behandlar olika kultur- och samhällsfrågor. Första numret utkom 1988. Tidskriften hade omkring 93 000 läsare 2001 enligt Orvesto. Chefredaktör sedan den 1 januari 2005 är Johan Berggren.
2013 utkom den sju gånger per år och upplagan var cirka 8 000 exemplar. I december 2015 blev det möjligt att teckna "digitalt medlemskap" i Ordfront, vilket innebar att tidskriften levereras endast digitalt till prenumeranten. 2018 var upplagan cirka 4 200 exemplar.